# Arizpe
Arizpe ist eine Stadt im mexikanischen Bundesstaat Sonora mit 1.718 Einwohnern und Verwaltungszentrum des Municipio Arizpe.

## Geschichte
Am 22. August 1646 wurde Arizpe gegründet. Zwischen 1832 und 1838 war Arizpe Hauptstadt Sonoras.